# 埃德温·斯坦顿
埃德温·麦克马斯特斯·斯坦顿（Edwin McMasters Stanton，1814年12月19日—1869年12月24日），美國政治家，曾任美國司法部長（1860年-1861年）和美國戰爭部長（1862年-1868年）。
| 前任： 西蒙·卡梅倫       | 美國戰爭部長 1862年1月20日 - 1868年5月28日 | 繼任： 約翰·史考菲 |
| 前任： 傑里邁亞·S·布萊克 | 美國司法部長 1860年12月20日 - 1861年3月4日 | 繼任： 愛德華·貝茨 |